# Огњен Кузмановић
Огњен Кузмановић (Радојево, 18. децембар 1874 – ?, 1956) био је српски инжењер и политичар, министар саобраћаја у владама Краљевине Југославије и министар грађевина у влади Милана Недића током Другог светског рата.

## Биографија
Рођен је 1874. години у Радојеву, ондашњој Кларији. Студирао је технику у Немачкој и дипломирао на Техничком факултету у Минхену. У државну службу Краљевине Србије ступио је 1901. године као чиновник у министарству грађевина. Прешао је у Дирекцију државних железница 1904, али је исте године поднео оставку како би се посветио приватној професији. По окончању Првог светског рата вратио се у државну службу и постао најпре инспектор, а потом начелник Београдске железничке дирекције. 1923. године постављен је за директора Дирекције за грађење железница, а 1927. именован је за помоћника министра саобраћаја. На овом положају остао је до средине 1929. године када је изабран за директора Техничке дирекције Општине града Београда.
Указом краља Александра од 10. јула 1934. разрешен је дужности дотадашњи министар саобраћаја Светислав Милосављевић и за новог ресорног министра постављен Огњен Кузмановић. Обављао је министарску дужност у владама Николе Узуновића до краја 1934. године. 

## Политичко деловање током Другог светског рата
Након слома Краљевине Југославије у Априлском рату и стављања Србије под директну немачку окупациону власт, августа 1941. године именован је за министра грађевина у Влади народног спаса Милана Недића.
У сарадњи са владом Краљевине Југославије у егзилу, снаге Драгољуба Михаиловића уврстиле су у једном тренутку Огњена Кузмановића на листу од 75 имена за стављање под слово „З”, која је била оглашавана преко радио Лондона.
Према писању колаборационистичког листа Српски народ, 22. јуна 1943. заједно са Миланом Недићем и осталим министрима присуствовао је одавању почасти жртвама „комунистичке немани”, помену у Саборној цркви који је иницирао председник Београдске општине Драги Јовановић.
Марта 1945. године Државна комисија за утврђивање злочина окупатора и њихових помагача ставила га је на листу одговорних злочинаца за масовна убиства на Бањици и Јајинцима као члана Недићеве владе. Октобра 1947. године Огњен Кузмановић означен је од стране југословенских власти као један од министара из Недићеве владе који ужива заштиту „француских реакционара” у француској окупационој зони у Аустрији.